# Neopellucistoma inflatum
Neopellucistoma inflatum is een mosselkreeftjessoort uit de familie van de Paradoxostomatidae. De wetenschappelijke naam van de soort is voor het eerst geldig gepubliceerd in 1982 door Ikeya & Hanai.